# Коломино (Чаинский район)
Коломино — село в Чаинском районе Томской области России. Входит в состав Коломинского сельского поселения. Население 71 чел. (2021) .

## География
Находится в центральной части региона, у протоки Ягодная и реки Обь.
Климат
Находится на территории, приравненной к районам Крайнего Севера.

## История
Основано в 1905 г. В 1926 году деревня Коломина состояла из 63 хозяйств, основное население — русские. Центр Коломинского сельсовета Молчановского района Томского округа Сибирского края.
В 1930—1933 годах в Коломине находился в ссылке священник Иван Прудентов, в 2002 году Русской православной церковью прославленный в лике священномученика.
В соответствии с Законом Томской области от 10 сентября 2004 года № 205-ОЗ село вошло в состав образованного муниципального образования Коломинское сельское поселение.

## Население
| 1926 | 1995 | 1996 | 1997 | 1998 | 1999 | 2002 | 2010 | 2012 |
| ---- | ---- | ---- | ---- | ---- | ---- | ---- | ---- | ---- |
| 303  | ↘9   | ↗15  | ↘12  | ↘11  | ↘8   | ↗18  | ↗22  | ↗26  |
| 2013 | 2014 | 2015 | 2021 |      |      |      |      |      |
| ↘25  | ↘20  | ↗21  | ↗71  |      |      |      |      |      |

Национальный состав
Согласно результатам переписи 2002 года, в национальной структуре населения русские составляли 89 % из общей численности населения в 18 человек.

## Инфраструктура
Нет данных.

## Транспорт
Выезд на региональную автотрассу 69К-2.